# Штурм-2002
«Штурм — 2002» — российский ватерпольный клуб. Был основан 20 мая 2002 года в подмосковном Раменском. Осенью 2003 года переехал в Чехов. С 2009 года клуб базируется в Рузе, расположенной в 100 км к западу от Москвы. При этом юниорская команда продолжала выступать в Чехове.
Обладатель Кубка LEN Trophy (2008 г.), Четырёхкратный чемпион России (2005, 2006, 2008, 2009 гг.), Трехкратный обладатель Кубка России (2006, 2008 и 2011 гг.)
В составе команды имеется мужская и женская команда.

## Мужская команда

### Чемпионат России
Чемпион России (4) — 2005, 2006, 2008, 2009 

 Серебряный призёр чемпионата России (4) — 2003, 2004, 2007, 2011 

 Бронзовый призёр чемпионата России (3) — 2010, 2012, 2013 

### Кубок LEN Trophy
Обладатель Кубка (1) — 2008 

## Женская команда

### Чемпионат России
Серебряный призёр чемпионата России (5) — 2009, 2010, 2011, 2012, 2013 

 Бронзовый призёр чемпионата России (1) — 2008 

### Кубок LEN Trophy
Обладатель Кубка (2) — 2009, 2013 